# Real Federación Española de Patinaje
La Real Federación Española de Patinaje (RFEP) es la entidad encargada de la organización, administración y reglamentación de los deportes de patinaje sobre ruedas en España, integrando a las federaciones autonómicas de patinaje, clubes deportivos, deportistas, jueces, árbitros, técnicos y entrenadores que se dedican a las especialidades deportivas de su competencia agrupadas en esta federación.
La RFEP es miembro de la Federación Internacional de Patinaje (FIRS) y de la Confederación Europea de Patinaje (CERS), a las que representa en España con carácter exclusivo.
El presidente de esta federación es Carmelo Paniagua, quien ocupa el cargo desde 2005.

## Competencias
Bajo la coordinación del Consejo Superior de Deportes (CSD), la RFEP tiene las siguientes funciones y competencias:
- Regular y organizar, las actividades y competiciones oficiales de ámbito nacional.
- Organizar o tutelar las competiciones oficiales de carácter Internacional que se celebren en el territorio del estado.
- Diseñar, elaborar y ejecutar, los planes de preparación de los deportistas de Alto Nivel en sus respectivas especialidades, así como la elección de los deportistas que han de integrar las Selecciones o Equipos nacionales en competiciones internacionales.
- Actuar en coordinación con las Federaciones de ámbito autonómico para la promoción general de sus especialidades deportivas en todo el territorio nacional.

## Competiciones
La RFEP organiza las siguientes competiciones:
| - OK Liga - OK Liga Plata - OK Liga Bronce - Copa del Rey de hockey patines - Supercopa de España de hockey sobre patines - OK Liga Femenina - OK Liga Plata Femenina - Copa de la Reina de hockey sobre patines - Supercopa de España de hockey patines femenina - Campeonato de España de selecciones de hockey sobre patines | - Liga Élite de hockey línea - Liga Oro de hockey línea - Liga Plata de hockey línea - Copa del Rey de Hockey Línea - Supercopa de España de hockey línea - Liga Élite Femenina de hockey línea - Liga Oro femenina de hockey línea - Liga Plata femenina de hockey línea - Copa de la Reina de hockey línea - Supercopa de España femenina de hockey línea |

## Especialidades deportivas de la RFEP
- Hockey sobre patines
- Hockey sobre patines en línea
- Patinaje de velocidad
- Patinaje artístico
- Skateboarding
- Inline Freestyle
- Roller Freestyle
- Roller Derby
- Alpino en Línea
- Descenso
- Scooter